# Përparim Spahiu
Përparim Spahiu – deputowany do Zgromadzenia Albanii z ramienia Socjalistycznego Ruchu Integracji.

## Życiorys
W 2017 roku został deputowanym do albańskiego parlamentu z ramienia Socjalistycznego Ruchu Integracji.